# Wenzel Müller
Wenzel Müller (Městečko Trnávka, 26 de septiembre de 1767-Baden bei Wien, 3 de agosto de 1835) fue un compositor y director de orquesta austríaco. 

## Biografía
De origen moravo, fue alumno de Carl Ditters von Dittersdorf. Trabajó como violinista en Brno y, antes de los veinte años, fue nombrado director del Theater am Leopoldstadt de Viena, al que llevó a un nivel de gran excelencia. Estrenó allí la mayoría de sus óperas, como Kaspar el fagotista o la cítara mágica (1791), Las hermanas de Praga (1794), Las doce doncellas durmientes (1796) y El molino del diablo (1799). Entre 1807 y 1813 trabajó en Praga, pero luego volvió al Theater am Leopoldstadt, donde siguió estrenando óperas y singspiel, generalmente en colaboración con el libretista Ferdinand Raimund.

## Obras
| Título                                                              | Género                           | Subdivisiones | Libreto                              | Fecha  | Teatro                         |
| ------------------------------------------------------------------- | -------------------------------- | ------------- | ------------------------------------ | ------ | ------------------------------ |
| Harlekin auf dem Parade Beth oder Nach dem Schlimmen folgt das Gute | große Pantomime                  |               | Anton Baumann                        | 1784   | Theater am Leopoldstadt, Viena |
| Das Sonnenfest der Braminen                                         | heroisch-komisches Singspiel     | 2 actos       | Karl Friedrich Hensler               | 1790   | Theater am Leopoldstadt, Viena |
| Kaspar der Fagottist oder Die Zauberzither                          | Singspiel                        | 3 actos       | Joachim Perinet                      | 1791   | Theater am Leopoldstadt, Viena |
| Das neue Sonntagskind                                               | Singspiel                        | 2 actos       | Joachim Perinet                      | 1793   | Theater am Leopoldstadt, Viena |
| Die Schwestern von Prag                                             | Singspiel                        | 2 actos       | Joachim Perinet                      | 1794   | Theater am Leopoldstadt, Viena |
| Das lustige Beylager                                                | Singspiel                        | 2 actos       | Joachim Perinet                      | 1797   | Theater am Leopoldstadt, Viena |
| Die Teufels Mühle am Wienerberg                                     | Schauspiel mit Gesang            | 4 actos       | Carl Friedrich Hensler/Leopold Huber | 1799   | Theater am Leopoldstadt, Viena |
| Die Belagerung von Ypsilon oder Evakathel und Schnudi               | Karikaturoperette                | 2 actos       | Joachim Perinet                      | 1804   | Theater am Leopoldstadt, Viena |
| Javima                                                              | Ópera                            | 3 actos       |                                      | 1807   | Theater am Leopoldstadt, Viena |
| Samson                                                              | Melodrama                        | 3 actos       | Joseph Anton Schuster                | 1808   | Theater am Leopoldstadt, Viena |
| Simon Plattkopf, der Unsichtbare                                    | Singspiel                        | 1 acto        | Carl Ludwig Costenoble               | 1809   | Theater am Leopoldstadt, Viena |
| Die Wunderlampe                                                     | Zauberoper                       | 4 actos       | Josef Alois Gleich                   | 1810   | Praga                          |
| Der Fiaker al Marquis                                               | Ópera cómica                     | 3 actos       | Adolf Bäuerle                        | 1816   | Theater am Leopoldstadt, Viena |
| Aline oder Wien in einem andern Welttheil                           | Zauberoper                       | 3 actos       | Adolf Bäuerle                        | 1822   | Theater am Leopoldstadt, Viena |
| Der Barometermacher auf der Zauberinsel                             | Zauberposse                      | 2 actos       | Ferdinand Raimund                    | 1823   | Theater am Leopoldstadt, Viena |
| Der schwarze See oder Der Blasebalgmacher und der Geist             | Zauberspiel                      | 2 actos       | Lenz?                                | 1825   | Theater am Leopoldstadt, Viena |
| Herr Josef und Frau Baberl                                          | Posse                            | 3 actos       | Gleich                               | 1826   | Theater am Leopoldstadt, Viena |
| Die gefesselte Phantasie                                            | Zauberspiel                      | 2 actos       | Ferdinand Raimund                    | 1828   | Theater am Leopoldstadt, Viena |
| Der Alpenkönig und der Menschenfeind                                | romantisch-komisches Zauberspiel | 2 actos       | Ferdinand Raimund                    | 1828}} |                                |